# 네이버 마토메
네이버 마토메(NAVERまとめ 네이바 마토메[*])는 대한민국의 IT 기업 네이버의 자회사, LINE 주식회사가 운영하는 CGM형의 웹 큐레이션 서비스이다. 다양한 정보를 사용자가 독자적으로 수집해서 조합하여, 하나의 페이지로 정리해서(まとめて) 인터넷 상에 공개, 접속 수에 따라서 광고 수입을 얻을 수 있는 시스템을 전개하고 있다.(지금은 2020년 9월 30일부로 서비스가 종료되었다)

## 개요
동명의 회사가 운영하는 웹 서비스 사업 네이버 재팬의 하나이며, 2009년 7월 1일에 서비스가 시작됐다. 같은 종류의 ‘큐레이션 사이트’에서는 월간 접속 수로 1위(페이지 뷰 환산).
특정 테마를 정해서 인터넷 상의 정보를 수집해서, 수집한 정보를 분류, 짜맞춰서, 하나의 페이지로 게재하는 것을 동명의 서비스에서는 마토메(まとめ)라고 부르고 있다. 장르는 다종다양하며, 주가 된 것으로 특정의 테마로 엮은 링크집, 사진집, 잡학집, 명언집, 소문이나 뉴스, 다른 게시판의 정리(まとめ) 등 다양하다.
작성된 페이지는 각 회사의 검색엔진에 따라서 크롤되어 공개되는 것 외에, 동명의 서비스가 제공하는 마토메 검색(まとめ検索)에 의해서 검색, 참조할 수가 있다.

## 특징
네이버 마토메를 시작으로 하는 큐레이션 서비스의 특징은 인터넷 상의 매체에 전개되는 다양한 정보에 대해서 편집자 개인의 시점, 경험, 가치관이 가미된 것에 집약된 정보가 인터넷으로 공개되기 때문에 같은 시점으로 검색하고 있는 사용자나 같은 가치관을 가지고 있는 사용자에게 보다 유익한 정보가 되는 경우가 있다.
동명의 서비스는 정리 페이지로의 접속 수에 대해서 인센티브(보수)의 지급을 하고 있으며, 접속 수에 따른 금액이 일정 수준이 되면 환전되며 페이지 편집자에게 지급된다. 인센티브의 지급은 라쿠텐 은행 주식회사가 제공하는 메일 송금 서비스를 이용하고 있다.
동명의 회사에서는 네이버 마토메 서비스를 큐레이션 플랫폼(キュレーション・プラットフォーム)이라고 호칭하고 있다.

## 연혁
- 2009년 7월 : 서비스 시작
- 2010년
  - 10월 : 마토메 작성 · 관리 화면의 리뉴얼. 월간 접속 수 총 약 1억 2만, 유니크 유저 수는 약 943만 명이라고 발표[2]
  - 11월 : 마토메 인센티브 프로그램 제공 시작
- 2011년
  - 3월 : 전면 리뉴얼을 하며, 하나의 마토메에 링크, 사진, 영상, 인용, 트윗, 텍스트, 표제 등 다양한 요소를 추가 가능하게
  - 4월 : 네이버 마토메 열람용 아이폰 어플 ‘NAVERまとめビューワ’→네이버 마토메 뷰어 공개(현 ‘NAVERまとめリーダー’→네이버 마토메 리더)
  - 7월 : ‘NAVERまとめビューワ’ 안드로이드 판을 공개. 토픽 기능을 추가
  - 11월 : 그룹 마토메 기능의 추가를 발표
- 2012년
  - 3월 : 우수한 마토메 작성자를 지원하는 마토메 장려금 제도를 신설
  - 5월 : 기업용으로 공식 마토메를 제공 시작, ‘お気に入り’→마음에 듦 기능의 추가를 발표
  - 6월 : 디자인을 변경,  14개의 카테고리로 다 채널화
  - 9월 : gettyimages 등 5개 회사와 제휴하며, 공식 사진 서비스를 시작, 맞춰서 위치 정보 기능을 발표
  - 10월 : 월간 총 접속 수 약 8억 1,700만 페이지 뷰(전년도 동기 대비 479% 증가), 방문자 수는 3,300만 명 (전년도 동기 대비 272% 증가)으로 발표
  - 12월 : 마토메 인센티브 프로그램을 전면 쇄신한다고 발표. 마토메 장려금 제도의 개변을 한다. 2013년 1월 1일부터 실시[3]
- 2013년
  - 3월 : 기업용으로 ジャック 잣쿠[*] 광고를 제공 시작
- 2020년
  - 9월 : 네이버 마토메 서비스 종료[4]

## 유사 서비스
- 마토메터
- FC2 마토메
- 마토메 앳 위키
- 마토메
- nanapi 보관됨 2016-12-07 - 웨이백 머신

## 관련 문헌
- 오쿠다 소노코 (2013년 8월 28일).  마루야마 히로미치, 편집. 《今からはじめるNAVERまとめ》 [지금부터 시작되는 네이버 마토메] (일본어). 마이내비. ISBN 978-4-8399-4798-9. 2016년 3월 6일에 원본 문서에서 보존된 문서. 2016년 12월 6일에 확인함.

## 같이 보기
- 한게임
- 큐레이션 사이트
- CURURU
- 라인 (소프트웨어)